# Феліпе Оліварес
Феліпе Маррана Оліварес Рохас (ісп. Felipe Marrana Olivares Rojas, 5 лютого 1910 — дата смерті невідома) — мексиканський футболіст, що грав на позиції нападника, зокрема, за клуб «Атланте», а також національну збірну Мексики.

## Клубна кар'єра
Виступав за команду клубу «Атланте» із міста Канкун в штаті Кінтана-Роо протягом семи сезонів.

## Виступи за збірну
Дебютував в офіційних матчах у складі національної збірної Мексики на чемпіонаті світу 1930 року в Уругваї, зігравши свій єдиний матч в трикольоровій футболці проти Аргентини (3:6).

## Титули і досягнення
«Атланте»
Чемпіон Мексики (аматорська епоха) (1): 1931/32